# كينيث سينغلتون
كينيث سينغلتون (بالإنجليزية: Kenneth Singleton)‏ هو اقتصادي أمريكي، ولد في 1951.